# Vom Müller und seiner Frau
Vom Müller und seiner Frau ist eine Geschichte aus den Erzählungen von Tausendundeiner Nacht. Sie ist in der Arabian Nights Encyclopedia als ANE 117 gelistet.
In der Kurzgeschichte führt die schlechte Absicht der Ehefrau eines Müllers zu einer persönlichen Katastrophe.

## Handlung
Einst besaß ein Müller eine Mühle und einen Esel, sowie eine Ehefrau, die er liebte, die ihn aber verabscheute. Sie war dagegen in den Nachbarn verliebt, der sie aber hasste. Eines Tages träumte der Müller, dass an einer Stelle im Geleise des Esels ein Schatz vergraben war. Er erzählte dies seiner Frau, die ihrerseits dem Nachbarn erzählte, um seine Gunst zu gewinnen. In der Nacht gruben sie an der besagten Stelle und fanden tatsächlich den Schatz. Nun wollte der Nachbar die Frau dazu bringen, dass sie ihm all den Schatz gab, doch als sie sich weigerte, überkam ihn die Habgier und er ermordete sie und warf ihre Leiche in die Schatzgrube im Geleise des Esels. Am nächsten Morgen fand der Müller seine Frau nicht, spannte den Esel in der Morgendämmerung vor den Querbalken und trieb ihn. Doch nach wenigen Schritten stoppte der Esel und gleich was der Müller tat, um ihn anzutreiben, der Esel rührte sich nicht. Da nahm der Müller ein Messer und begann den Esel zu stechen, bis er ihm das Messer in die Weichen stieß und den Esel damit tötete. Als es aber heller Tag wurde, entdeckte der Müller, das vor dem toten Esel seine tote Frau in der Grube des Schatzes lag. Wütend und in Trauer versinkend, erkannte der Müller, dass er an einem Tag den Schatz, seine Frau und seinen Esel verloren hatte.

## Hintergrund
Die Geschichte findet sich in den ägyptischen Handschriften und den frühen arabischen Druckausgaben mit Ausnahme der Breslauer Edition. Richard Francis Burton und Enno Littmann verwendeten für ihre Sammlungen die Kalkutta-II-Edition.

## Rezeption
Die Geschichte findet sich bereits im Fürstenspiegel (Sulwân al-mutâ) von Ibn Zafar (gest. 1169).